# آدراستوس
 آدراستوس Adrastus، در اسطوره‌های یونان، پسر تالائوس (پادشاه آرگوس) و لوسیماناخه است.
پس از کشته شدن پدر به پدربزرگ مادریش، پولوبوس پناه برد. پولوبوس او را وارث خود کرد و آدراستوس پادشاه سیکوئون شد و آرگوس را نیز پس گرفت. او جزو «مخالفان هفت‌گانهٔ تب» بود.

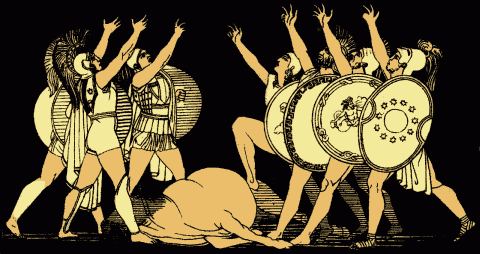
طرح‌نگاره‌ای از «مخالفان هفت‌گانهٔ تب» - ۱۸۷۹

آدراستوس در جنگ با تب شکست خورد و گریخت. ده سال بعد رهبری ایپگون‌ها، فرزندان مخالفان هفت‌گانه را به عهده گرفت و این بار پیروز گشت اما در این نبرد فرزند وی آیکیالئوس کشته‌شد و او از غم مرگ فرزند جان‌داد و پس از او نوه‌اش «دیومدس دوم»، شاه آرگوس شد.